# Степанян, Ален
Ален Степанян (эст. Alen Stepanjan; 23 июля 1991, Таллин) — эстонский футболист, опорный полузащитник.

## Биография
Воспитанник таллинских футбольных клубов «Реал» и «Флора». Взорслую карьеру начинал в командах, входивших в систему «Флоры» — «Валга Уорриор», «Тулевик» (Вильянди), «Элва». В составе «Тулевика» дебютировал в высшей лиге Эстонии 26 апреля 2008 года в матче против «Нымме Калью», заменив на 86-й минуте Владимира Васильева, а всего за сезон провёл 6 матчей. В первой половине 2009 года также был в составе «Тулевика», но играл только за дубль.
В 2010 году вместе с группой эстонских футболистов перешёл в состав дебютанта высшей лиги Латвии «Яуниба» (Рига). Дебютный матч сыграл 11 апреля 2010 года против «Транзита», заменив на 59-й минуте Дениса Магделевича. Всего за сезон сыграл 13 матчей, а его клуб финишировал последним.
В первой половине 2011 года выступал за «Вильянди», провёл 7 матчей в высшей лиге Эстонии, во всех выходил на замены. Затем перешёл в другой клуб высшей лиги — «Пайде ЛМ», где играл в течение года, в основном выходя на замены. 6 августа 2011 года стал автором своего единственного гола в чемпионате — в ворота «Аякса Ласнамяэ». Летом 2012 года перешёл в таллинский «Калев», там чаще выходил в стартовом составе и за год сыграл 27 матчей в высшей лиге.
В сентябре 2013 года перешёл в клуб второго дивизиона Финляндии «Виикингит». Сыграл за него единственный матч — 5 октября 2013 года против «Хаки» и уже на 35-й минуте был заменён. На старте сезона 2014 года снова играл за «Калев» (Таллин).
В январе 2015 года перешёл в клуб чемпионата Гибралтара «Британния XI», сыграл за него 7 матчей. Летом 2015 года перешёл в клуб чемпионата Литвы «Гранитас» (Клайпеда), провёл 6 матчей. Затем был в составе команды одного из низших дивизионов Испании «СД Ронда».
С 2016 года нерегулярно выступал за команды низших лиг Эстонии.
Всего в высшем дивизионе Эстонии сыграл 55 матчей и забил один гол, также сыграл 26 матчей в высших дивизионах других стран.
Выступал за юношеские сборные Эстонии. В 2010 году рассматривался как кандидат в молодёжную сборную Армении.